# Rittergut Franzburg

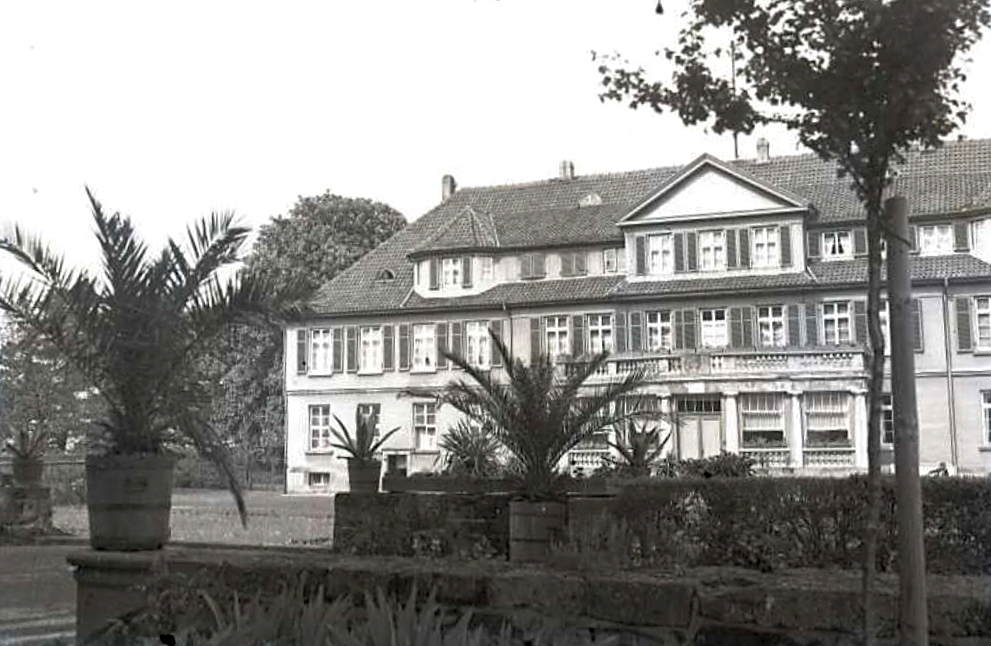
Herrenhaus des Ritterguts Franzburg vor 1914

Das Rittergut Franzburg war ein Rittergut in Gehrden in Niedersachsen, das um 1650 entstanden war. Das Herrenhaus des Guts wurde 1967 abgerissen. An Baulichkeiten sind nur noch Teile der Gutshofmauer und der Torbauten vorhanden. Der frühere Gutspark ist heute als Ottomar-von-Reden-Park öffentlich zugänglich.

## Geschichte

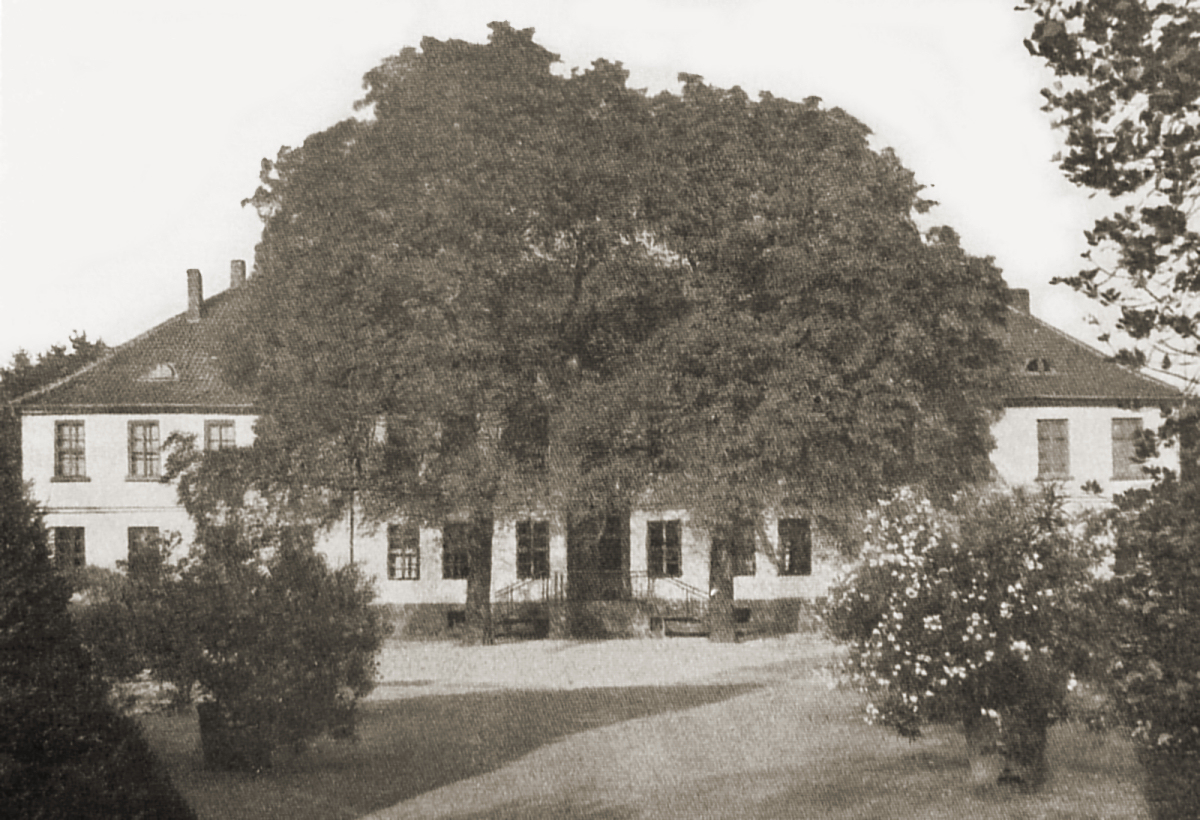
Herrenhaus um 1912

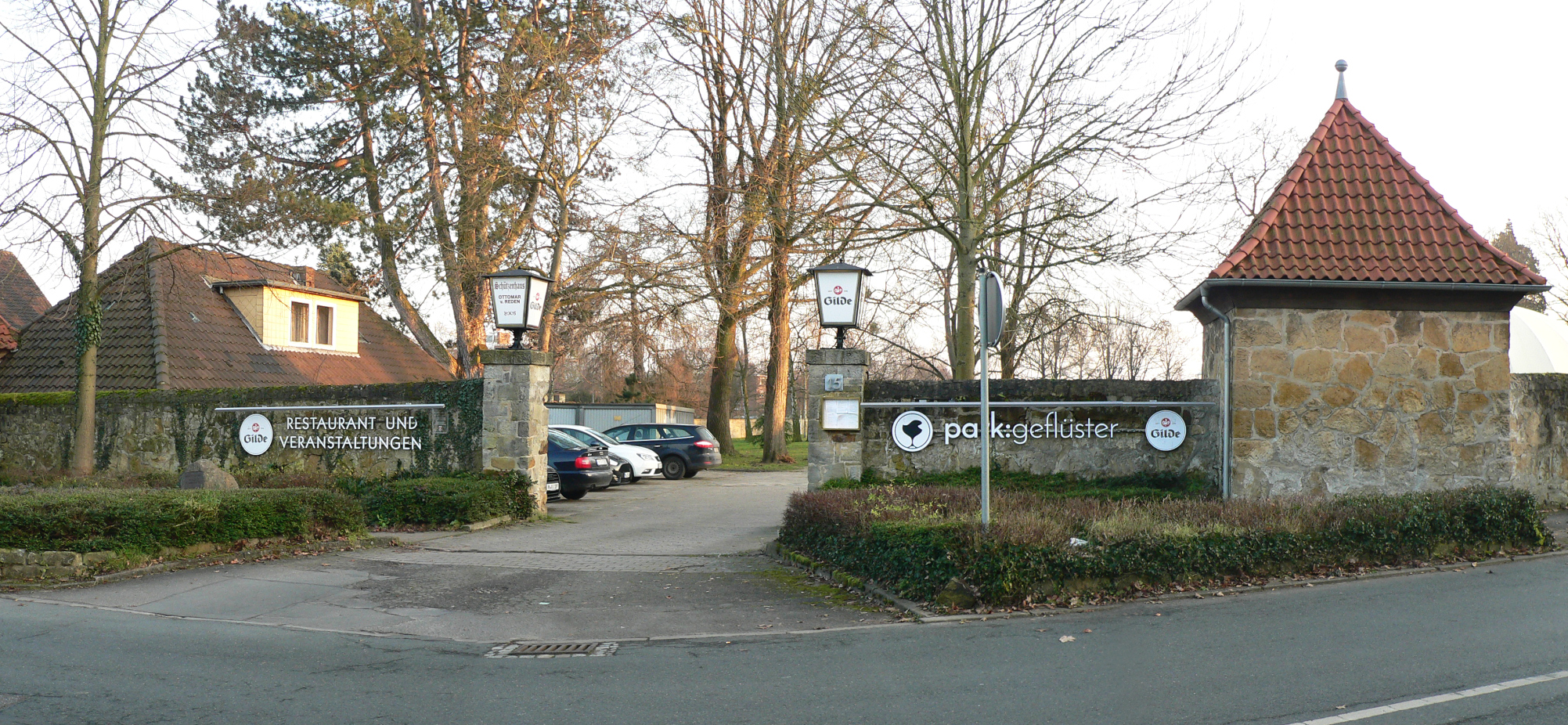
Einfahrt zum früheren Gutsgelände

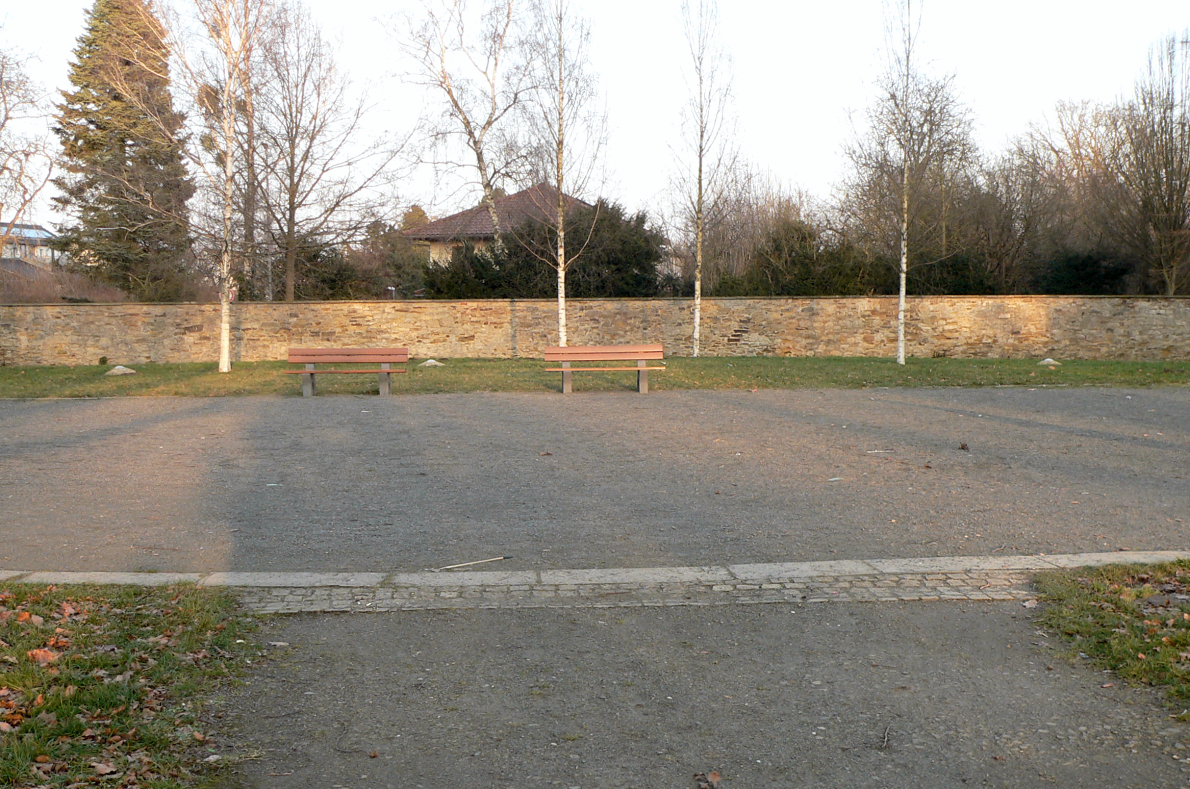
Durch Fundamentmauer angedeuteter Grundriss des abgetragenen Herrenhauses

Vorläufer der Gutsanlage war die Burg Gehrden als eine kleine mittelalterliche Befestigungsanlage östlich vom Ortszentrum. Die Befestigung trug die Bezeichnung Franzburg. Der Burg war ein Lehngut angeschlossen, das im Besitz der Familie von Sürssen stand. Nach dem Erlöschen ihres Geschlechts wurde Franz von Reden 1590 mit dem Gut belehnt. Über den Niedergang der Burg ist nichts Näheres bekannt. 1650 erbaute Franz von Reden etwa 500 Meter südlich der einstigen Burgstelle die Franzburg als Rittergut. Die Gebäude der Franzburg wurden 1780 als Fachwerkbauten erneuert. Dazu zählte ein zweigeschossiges Herrenhaus, ein parkartiger Garten mit Teichen und altem Baumbestand. Laut einer Beschreibung aus dem Jahre 1912 befand es sich in gutem Zustand. Zu dem Zeitpunkt verfügte das Gut über 330 Hektar Land, darunter fast 50 Hektar Wald.
Letzter Besitzer der Franzburg war Ottomar von Reden (1888–1959). Neben dem Gutshof und dem Herrenhaus schenkte er 1959 dem Landkreis Hannover größere Ländereien. Im Jahr 1967 wurden das Herrenhaus und die Gutsgebäude wegen Baufälligkeit abgerissen.
Der ummauerte Park des früheren Ritterguts ist heute ein Kulturdenkmal.